# Hagedoornplein
Hagedoornplein in een plein in Amsterdam-Noord.

## Ligging en geschiedenis
Het plein kreeg haar naam op 21 januari 1920 en is vernoemd naar de plant Meidoorn in de volksmond ook wel hagedoorn genoemd. In die sessies van naamgevingen kwamen ook de Hagedoornweg, maar ook Meidoornplein en Meidoornweg. Het maakt deel uit van de vrije interpretatie van Bloemenbuurt. Officieel behoort het Hagedoornplein toe aan de Van der Pekbuurt in de wijk Volewijck. De naam van de buurt is hier echter ook vrij gekozen. Architect Jan Ernst van der Pek ontwierp talloze woningen in de naar hem genoemde buurt, maar geen één daarvan heeft een adres aan het Hagedoornplein, wel aan de aansluitende wegen Hagedoornweg en Heimansweg.
Het Hagedoornplein vormt de schakel tussen de Hagedoornweg en de Gerben Wagenaarbrug over het Noordhollandsch Kanaal. De brug leidt weer tot het Kraaienplein aan de andere zijde van het kanaal.
In 1986 werd een deel van het plein herbenoemd: Plein Spanje '36-'39
Amsterdam kende een Hagedoornschool, deze was gevestigd in Amsterdam-Zuid (Anthonie van Dijckstraat 1), maar is al in de Tweede Wereldoorlog opgeheven. Het heet echter in de volksmond nog steeds (voormalige) Hagedoornschool.

## Gebouwen
Huisnummers lopen op van 1 (architect Pi de Bruijn), 3 en 5 aan oneven zijde en van 2 tot en met 30 aan de even kant. Onder die gebouwen bevindt zich op huisnummer 2 het rijksmonument Sint Ritakerk met bijgebouwen van Alexander Kropholler. Op het multifunctionele gebouw met huisnummer 1 staat het kunstwerk Mikado van Han Goan Lim.